# 滝尻王子
滝尻王子（たきじりおうじ）は和歌山県田辺市にある神社。現在の宗教法人としての名称は滝尻王子宮十郷神社（たきじりおうじぐうとうごうじんじゃ）。前身は九十九王子の滝尻王子で、五体王子の一つに数えられた（『熊野権現蔵王宝殿造功日記』）。
国の史跡「熊野参詣道」（2000年〈平成12年〉11月2日指定）の一部である。

## 祭神
現在は天照皇大神、日子火能迩々芸命、天忍穂耳命、日子穂々手見命、鵜茅葺不合命の5柱を祀るが、『熊野縁起』（正中元年〈1326年〉、仁和寺蔵）によれば九十九王子の一であった時代には不空羂索菩薩を本地としていた。

## 概要

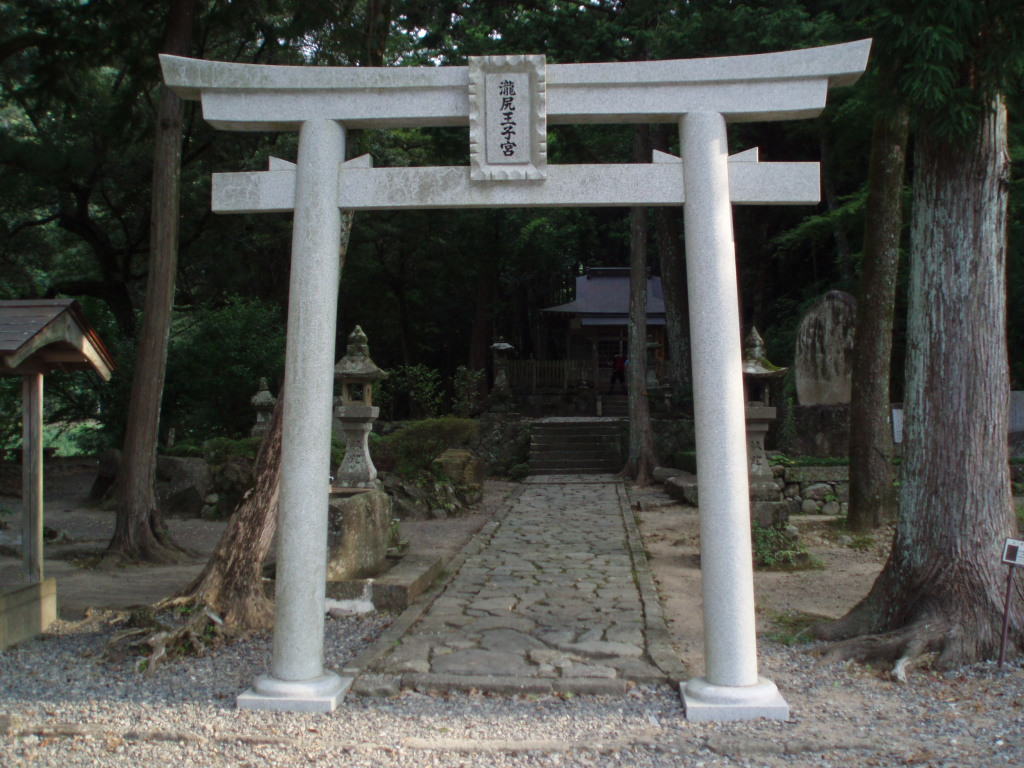
鳥居

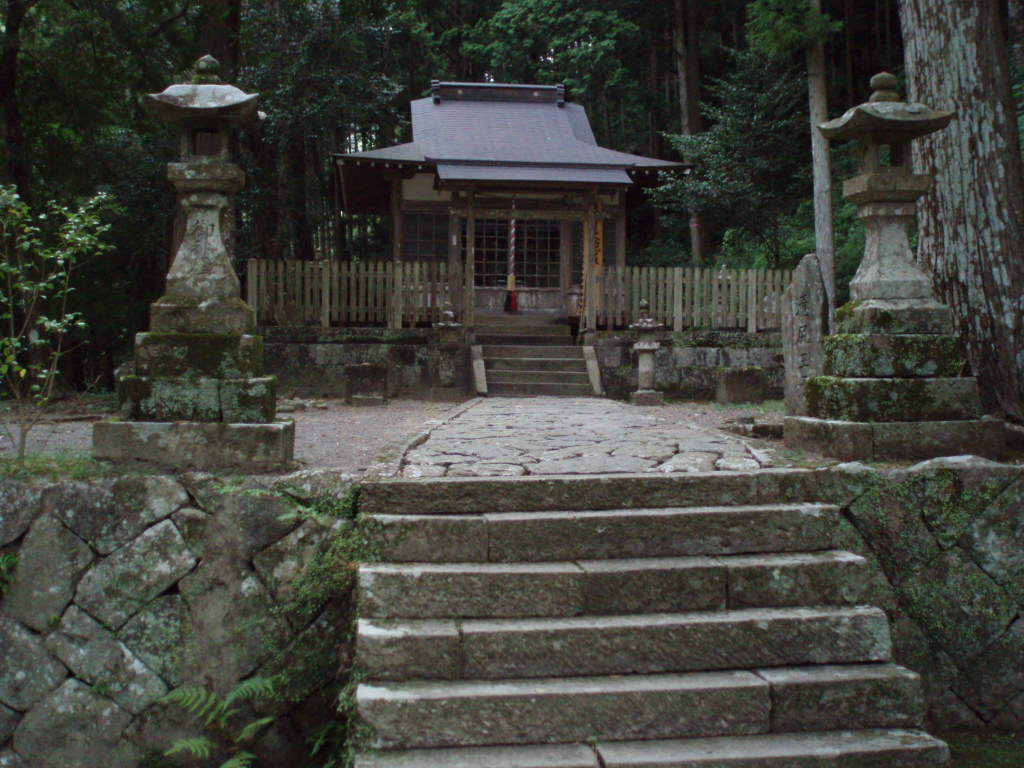
参道から見上げた拝殿

### 熊野三山への入口
滝尻の地名は早くは『為房卿記』永保元年（1081年）10月2日条に見られ、『中右記』天仁2年（1109年）10月23日条には王子が既に成立していたことを示す記述がある。滝尻王子は熊野の神域への入り口として古くから重んじられ、『中右記』には「初めて御山の内に入る」との添書きがあるだけでなく、『源平盛衰記』にも同じ趣旨の記述を見出すことができる。中世熊野詣の頃には宿所があったともいわれ、藤原定家の「熊野道之間愚記」（『明月記』所収）建仁元年（1201年）10月13日条や藤原経光の参詣記（『民経記』所収、寛喜元年〈1229年〉）にそれを示唆する記述があるが、詳細は定かではない。
「滝尻」の名は、岩田川（富田川）と石船川（いしぶりがわ）の合流する地点に位置し、2つの急流がぶつかりあって滝のように音高く流れたことに由来すると伝えられる。古来の参詣道を精確に推定することは困難だが、参詣者が初めて岩田川に出会う稲葉根王子から滝尻王子まで、参詣者は何度となく岩田川を徒渉しなければならず、一種の難所であった。「熊野道之間愚記」建仁元年（1201年）10月13日条で、この間の道中について、幾度も川を渡り山を越さなければならないと述べると同時に、紅葉が川面に映るさまを見事であると讃えている。
滝尻王子に至った参詣者たちは、奉幣を行い、王子の目の前の流れに身を浸して垢離の儀礼を行った。滝尻王子における垢離について、鎌倉時代初期以降成立の寺社縁起『諸山縁起』は、
とし、さらに前出の『熊野縁起』は、
と述べて、観音菩薩の補陀落浄土から流れてくる岩田川の水と、薬師如来の浄瑠璃浄土から落ちてくる石船川の水で沐浴することで罪が滅される、と滝尻での垢離の意義が説かれている。

### 芸事奉納
中世熊野詣においては、しばしば里神楽や経供養といった芸事奉納が通例のこととして行われていたことが、『吉記』承安4年（1174年）9月30日条や「熊野道之間愚記」、『熊野詣日記』応永34年（1437年）9月26日条に見られる。
ときには、後鳥羽院の参詣の際の様に歌会が開かれることもあった（「熊野道之間愚記」）。その歌会の参加者が自らの詠んだ歌を書き付けた懐紙を熊野懐紙（くまのかいし）といい、そのうち約30通が現存する。熊野詣の途上で催された歌会の様子を伝える熊野懐紙 のうち9通は、正治2年（1200年）12月6日の滝尻王子での歌会のものである。熊野懐紙は、当時の歌人に珍重され、京で高値で売買されて、後鳥羽院政の収入にもなった。

### 盛衰
しかし、承久3年（1221年）の承久の乱以後、都の皇族・貴紳の熊野参詣が途絶えると、荒廃がすすんだ。承久の乱からわずか8年後の寛喜元年（1229年）の藤原経光の参詣記には、
とあり、荒廃が著しい様子を伝えている。その中で、滝尻王子は、破壊転倒こそ免れているものの、目に余る荒廃の様相を呈していた。
その後、室町時代頃までには、岩田川を何度も渡渉しなければならない難路であることが嫌われて、参詣道が潮見峠越えに移行し、滝尻王子を経由しなくなったため、滝尻王子は近隣の住人のための叢社の地位に戻ったと考えられている。近世の記録ではあるが、『田辺領神社書上帳』（寛政4年〈1792年〉）によれば建前1間四方・境内40間四方、その堂舎は藤原秀衡の寄進によるものとされることから「秀衡堂（ひでひらどう）」と呼ばれたという。その由緒譚 によれば、そのむかし藤原秀衡夫妻が熊野詣の途上で産気付き、滝尻王子裏手の窟で三男和泉三郎を出産した。秀衡夫妻は熊野権現に立願して子を窟に残し、熊野詣を遂げて帰ってきたところ、その子は孤狼に守られ、岩から滴り落ちる乳を飲んで育っていた。秀衡夫妻はこれを喜び、報恩として七堂伽藍を寄進したが、承久の乱の兵火で焼失したという（『紀伊国名所図会』）。なお、現在も秀衡の子が乳を飲んだという岩が「乳岩」 として残り、そのそばには「胎内くぐり」という岩穴もあって、それをくぐる女性は安産に恵まれるという。

### 近世以降
江戸時代には前述の『田辺領神社書上帳』のような社殿を有し、「滝尻五体王子社」とも称されていた。明治元年（1868年）「滝尻王子神社」と改称して同10年6月村社に列格した。1907年（明治40年）4月に神饌幣帛料供進社に指定、明治政府による1村1社の合祀令（神社を特別の由緒ある者を除いて1村につき1社とする政策）により翌1908年（明治41年）11月には栗栖川村（田辺市中辺路町の西部）村内の11神社を合祀、社名も10の集落の神社を合祀しているという意味で「十郷神社（とうごうじんじゃ）」へと改称し、社殿の改築も行われた。1946年（昭和21年）から現正式名称となったが、合祀神社は同年9月に各集落が神体を持ち帰って復祀したために近代以前の状態に復している。境内の荒廃と建造物の腐朽がすんでいたが、1993年（平成5年）より各方面より寄付を募って境内の修復、石造鳥居への交換、参道外の構造物の補修が実施されたほか、島根県人ほかの有志の支援を得て1996年（平成8年）には、滝尻王子で歌会を催した後鳥羽院を顕彰するため、後鳥羽院死去の地である隠岐産の原石を用いた歌碑が建立された。

## 山岳信仰遺跡としての滝尻王子

### 神域の境界
滝尻王子は五体王子の一つにかぞえられるだけでなく、複数の参詣記において熊野権現の神域への境界としばしば見なされるように、特別な意味付けが与えられている。前述の『中右記』（天仁2年〈1109年〉10月23日条）だけでなく、増基の『いほぬし』にも以下のような記述が見られる。
滝尻王子から本宮まで続く山中の道は、ここに見られるように「御山」、すなわち熊野権現の胎内と見なされた。というのも、滝尻から「水のみ」（高原）へ続く尾根筋は旧くはウラジロガシ、ツクバネガシのうっそうと茂るカシ林であり、そのような原生林に通じる参詣道をたどることにより、一般の参詣者が修験道の山岳修行を追体験しうる空間であったからである。『中右記』においても、滝尻からの山中の参詣道には本宮までの町数を示した卒塔婆（「三〇〇町蘇屠婆」）があると記され、山内結界の地であったことが分かる。
滝尻王子の鎮座地は富田川と石船川の合流地点であるが、こうした立地は大峯奥駈道への順峯による奥駈に際して峯中第一の宿となる備宿がおかれた備崎丘陵と類似している。備崎丘陵 は、大峯奥駈道上の霊地である七越峰から派生した丘陵で、熊野川に向かって大きく張り出し、Uの字状に川の流れに囲まれている。備崎丘陵では、本宮から熊野川を渡ることによって禊を行い、稜線上の磐座での祭祀を経て峯中路に分け入る。滝尻では、石船川を渡ることによって禊を行い、滝尻王子を起点に本宮への参詣道へ分け入る。こうした比較により、滝尻王子が神域の境界としての意味を持つ場であることが理解される。

### 滝尻の磐座祭祀
滝尻王子に対するこれまでの理解では、現存する社殿を中心とする平場の境内地を中心とすると考えられてきた。しかし、滝尻王子の原型をとらえるためには、境内地から尾根筋上の鞍部までが一体となった、磐座祭祀の聖域として見なければならない。山本義孝によれば、滝尻王子の磐座群は下宮・上宮の2つの部分に分けて考えることができる。

#### 下宮
下宮は、社殿に向かって右側（東側）にある大巌がそびえる斜面にある。磐座の要をなす大巌は幅20メートル以上、高さ10メートルにおよぶ巨大なもので、大巌から境内地の平場までの急斜面には礼拝石と見られる2つの岩があり、大巌と礼拝石を結ぶ東西方向の線が信仰軸をなしていると考えられる。この軸の左側（北側）には3つの集石群が見られ、最下段の集石群と下側の礼拝石は近接している。下宮一帯からは一連の遺物が出土しているが、それらは全て下宮の集石群から発掘されたものである。

#### 上宮
上宮は、下宮のさらに上にあり、さらに上部・下部の2つの部分に整理することができる。上宮上部は標高339メートルから366メートルにかけての部分で、磐座7か所、経塚の可能性があるマウンド1か所、集石群1か所、人工平場1か所、集石および列石1か所、祭壇状石組1か所の存在が地表観察から推定されている。尾根稜線の中心線上には、経塚と推定されるマウンド - 磐座 - 集石群 - 平場 - 磐座が並んで聖域の中心軸を形作っている。中心線上最上部に位置する磐座の前側斜面には、経塚と推定される10基前後の集石が見られる。集石群の基本構造は、斜面を削って方形の平場を設けて経筒を配置し、方形の石組を積み上げて経筒を覆うというもので、備崎経塚群で発掘された経塚群の構造との共通性を指摘することができる。集石群のさらに前面には幅9メートル、奥行き7メートルの人工平場があり、上宮域の中心となる建物が存在した可能性が指摘されている。これらの点から尾根稜線中心の磐座は上宮聖域全体の中核をなすと考えられる。
中心軸を取り巻くように位置する、その他の上宮上部の磐座には「乳岩」と呼ばれる磐座や、「胎内潜り」の通称で知られる磐座がある。南側斜面にある磐座のひとつの下には、広さ6平方メートル程度の岩陰の中に垂迹神の拠り代（石躰）となる石が据えられており、窟（神仏を迎え宿す空間）として利用されたものと見られる。また、石躰を伴う磐座が2か所推定されており、それぞれ上宮南側斜面および稜線中心線上にある。
上宮下部は標高330メートルから339メートルにかけての部分で、磐座2か所、集石3か所の存在が地表観察から推定されている。最下部の磐座は上宮全体の下端に位置するもので、前面には3.5メートル×3メートル規模の平場がある。磐座正面下部には間口1メートル、奥行き3メートル、高さ1～2メートルの開口部があり、その内部には間口1.1メートル、奥行き1.6メートルの規模に自然石を組み合わせて作られた祭壇があって、最奥には上端が尖った板石が置かれて石躰となっている。

### 聖地の景観と構造
こうした聖域の構造から推定される滝尻の原型となるべき景観は、原生林で覆われた山裾から尾根上にかけて磐座が配され、磐座に設けられた窟に祭壇や石躰が設けられているというものである。熊野における王子の初期の姿は磐座祭祀であったと考えられ、五来重は九十九王子の本来の性格を旧い民俗的樹叢信仰に由来する叢祠であると指摘している。こうした点からすれば、滝尻の原型と推定される景観とは熊野における王子の典型的な窟の姿であり、「木のもとごとに手向神おほかれば」と増基が記した景観に通じるものである。
滝尻王子の全体構造は、東西方向を信仰軸として富田川に向かって西面し、上宮域では経塚・磐座・集石・平場といった祭祀の場が並んで聖域の中心軸を形成し、その周囲を窟や祭壇を伴う磐座などの祭祀の場や巨石が長方形に取り囲むというものであったとみられることから、滝尻王子の原型とは原生林の中の磐座祭祀の聖地であったと考えられる。こうした点からすると、稜線中央部すなわち聖域の中心部を貫くかたちで設定されている現在の熊野参詣道のルートは、そもそも近年新たに設定されたものでしかない点からしても、再考されなければならない。旧道の窪みとみられるものや磐座群の配置を勘案すると、鎌倉時代までの本来のルートは、聖域内部を通過することなく聖域南斜面をたどり、磐座群に拝礼しつつ進むものであったと考えられている。
こうした滝尻王子の性格を理解する上で重要な記述が『諸山縁起』第二項に見られる。
これによれば、上宮域は「善生土」と呼ばれる聖域であり、諸仏とともに山人（修行者）が常在し、熊野の地主神である麁乱神ですら妨げることのできない特別な場として認識されていたという。つまり、滝尻上宮域とは単に磐座祭祀の場であるにとどまるものではなく、本宮に対する山宮（＝備宿）に通じる特別な浄地・聖地であり、両者を熊野先達がつないでいたのである。こうした上宮に対して、下宮域は前述のような地形上の類似性から御山を目前にした禊場としての機能を持ったと考えられ、岩田川を観音菩薩の補陀落浄土から流れてくる水、石船川を薬師如来の浄瑠璃浄土から落ちてくる水と念じて心身を浄化する（是以テ無始無終罪滅ス〈『熊野縁起』〉）ことが重んじられたことも、滝尻王子のこうした特別な性格から理解される。
しかしながら、このような特別な意義を具えた聖域としての滝尻王子の位置付けは、承久の乱（承久3年〈1221年〉）後に変質してゆく。下宮から発掘された遺物群 のなかでも古いものには12世紀にさかのぼる経筒や経筒外容器があるが、13世紀以降には墳墓に伴う蔵骨器と思われるものが含まれるようになる。こうした変質は、承久の乱の後の皇族貴紳による熊野詣の衰退で九十九王子社の衰退・退転がすすみ、さらに滝尻王子を経由していた参詣道が潮見峠越えの道に転じて行ったことによるものと考えられる。現在の社殿を中心とする平場の境内地における南北方向の信仰軸も、かつての王子信仰に由来するものではなく、近世以降に成立する村鎮守として理解するべきものなのである。

## 文化財
- 滝尻王子跡（国の史跡「熊野参詣道」（2000年〈平成12年〉11月2日指定）の一部）[2]
- 黒漆小太刀 中身銘有次（国の重要文化財〈美術工芸品〉、1972年〈昭和47年〉5月30日指定）[39]
- 滝尻王子の宝篋印塔（市指定史跡、1971年〈昭和46年〉7月26日指定）[2]
- 皇太神像1躯（市指定有形文化財〈美術工芸・彫刻〉、1971年〈昭和46年〉7月26日指定）[2]

この他、境内に経塚群（滝尻王子経塚遺跡）が発見されているほか、社地から1キロメートルほど離れた剣山山頂の経塚（剣山経塚遺跡）からは鎌倉時代末期の経壷と経筒が発見されている。

## 所在地
- 和歌山県田辺市中辺路町栗栖川859

### 交通機関
- JR西日本紀勢本線紀伊田辺駅より龍神バスで約30分

### 周辺情報
- 田辺市熊野古道館 - 滝尻王子から石船川対岸にある観光施設。観光案内のほか、熊野懐紙や滝尻王子社の所蔵品などの展示がある[40]。詳細は外部リンク参照。

## 注
1. 1 2  “滝尻王子十郷宮神社”. 和歌山県神社庁（公式サイト）.   和歌山県神社庁. 2012年11月15日閲覧。
2. 1 2 3 4  “田辺市の指定文化財　－記念物－”.   田辺市教育委員会. 2009年3月20日閲覧。
3. ↑  平凡社[1997: 527]
4. ↑  熊野路編さん委員会[1973: 74、76]
5. ↑  平凡社[1997: 527-528]
6. 1 2  熊野路編さん委員会[1973: 76]
7. 1 2 3 4 5  熊野路編さん委員会[1973: 74]
8. 1 2 3 4 5 6 7 8 9 10  平凡社[1997: 528]
9. ↑  熊野路編さん委員会[1973: 78]
10. ↑  熊野路編さん委員会[1973: 80-81]
11. ↑  熊野路編さん委員会[1991: 130-132]
12. ↑  熊野路編さん委員会[1991: 102-103]
13. ↑  宇江[2004: 137、152-153]
14. ↑  熊野路編さん委員会[1991: 197]
15. ↑  市指定天然記念物（1971年〈昭和46年〉7月26日指定）。“田辺市の指定文化財　－記念物－”.   田辺市教育委員会. 2009年3月20日閲覧。
16. ↑  詳しい集落と神社の内訳は、
  - 厳島神社・杵荒神社（栗栖川）
  - 八柱神社（石船）
  - 竈神社（小皆）
  - 岩戸別神社（水上）
  - 若宮神社（内井川）
  - 若宮神社（熊野川）
  - 八幡神社2社（真砂）
  - 日吉神社（北郡）
  - 大山祇神社（西谷）

の9集落11神社（和歌山県神社庁教化委員会・神社誌編集委員会[1995]）。
17. ↑  和歌山県神社庁[1995]
18. 1 2 3 4  山本[2008: 2]
19. ↑  熊野路編さん委員会[1973: 79]
20. ↑  北緯33度49分48秒 東経135度46分38秒 / 北緯33.83000度 東経135.77722度
21. 1 2 3 4  山本[2008: 4]
22. ↑  山本[2008]
23. ↑  山本[2008: 5]
24. ↑  山本[2008: 5-6]
25. 1 2 3  山本[2008: 6]
26. 1 2 3 4 5 6  山本[2008: 21]
27. ↑  山本[2008: 6-7]
28. 1 2  山本[2008: 7]
29. ↑  しかし、「胎内潜り」とされる磐座は、擬死再生の儀礼である胎内潜りを行うには疑問があり、後世の付会と見られる[山本 2008: 10]。
30. ↑  山本[2008: 24]
31. 1 2 3  山本[2008: 10]
32. ↑  山本[2008: 10-11]
33. ↑  山本[2008: 11]
34. 1 2  山本[2008: 14]
35. ↑  五来[2004: 157-158]
36. ↑  山本[2008: 20-21]
37. ↑  詳細は山本[2008: 14-20]を参照。
38. ↑  山本[2008: 20]
39. ↑  黒漆小太刀 中身銘有次、国指定文化財等データベース（文化庁） 2010年7月14日閲覧。
40. ↑  “熊野古道館”.  中辺路町観光協会. 2009年3月22日閲覧。

## 文献
- 宇江 敏勝、2004、『世界遺産熊野古道』、新宿書房 ISBN 4-88-008321-6
- 熊野路編さん委員会、1973、『古道と王子社 - 熊野中辺路』、熊野中辺路刊行会〈くまの文庫4〉
- ―、1991、『熊野中辺路 - 歴史と風土』、熊野中辺路刊行会〈くまの文庫別巻〉
- 五来 重、2004、『熊野詣』、講談社〈講談社学術文庫〉 ISBN 4-06-159685-3
- 平凡社（編）、1997、『大和・紀伊寺院神社大事典』、平凡社 ISBN 4-58-213402-5
- 谷川 健一（編）、2000、『伊勢・志摩・伊賀・紀伊』、白水社〈『日本の神々 - 神社と聖地』6〉 ISBN 978-4-560-02506-2
- 山本 義孝、2008、「山岳信仰遺跡を読み解く（二） - 滝尻王子」、『熊野』（135）、紀南文化財研究会、NAID 40016389428 pp. 1-28
- 和歌山県神社庁教化委員会・神社誌編集委員会（編）、1995、『和歌山県神社誌』、和歌山県神社庁